# Вивід військ США з Афганістану (2020–2021)
Сполучені Штати Америки вивели свої збройні сили з Афганістану до 31 серпня 2021 року у зв'язку із завершенням операції «Свобода на сторожі» та операції «Рішуча підтримка» НАТО. Збройні сили США та союзників вторглися до Афганістану у 2001 році після терористичного акту 11 вересня 2001 року, в результаті чого ця війна стала найтривалішою військовою операцією США.
29 лютого 2020 року США й таліби підписали мирну угоду під назвою «Угода про мир в Афганістані», яка передбачає виведення всіх регулярних американських військ та військ НАТО з Афганістану та зобов'язує «Талібан» протидіяти Аль-Каїді в підконтрольних йому районах та вести перемовини з урядом тодішньої Ісламської Республіки Афганістан. Угода була підтримана Китаєм, Пакистаном та Росією й одноголосно схвалена Радою Безпеки ООН.
Адміністрація Трампа погодилася на початкове скорочення військовослужбовців з 13 000 до 8600 до липня 2020 року, з подальшим повним виведенням до 1 травня 2021 року, якщо таліби виконають свої зобов'язання. Проте адміністрація Байдена заявила, що США не почнуть виводити війська до 1 травня й планують завершити вихід до 11 вересня 2021 року. 8 липня 2021 року Джо Байден зазначив, що кінцевим терміном виводу військ є 31 серпня.
Під час виведення військовослужбовців США розпочали операцію «Порятунок союзників», яка спрямована на вивезення з Афганістану до Сполучених Штатів перекладачів авіалінії та вибраних громадян Афганістану, життя яких є під загрозою репресій.

## Попередні події

### Адміністрація Барака Обами
У 2011 році президент Барак Обама оголосив, що війська США вийдуть з Афганістану до кінця 2014 року, завершивши операцію «Нескорена свобода». Незважаючи на те, що значна кількість американських військ була виведена до 2014 року, а Міжнародні сили сприяння безпеці НАТО завершили свою діяльність, 9,800 американських солдатів залишалися в Афганістані в рамках операції «На варті свободи», що входить до складу наступної операції НАТО «Рішуча підтримка». У світлі даної нової військової операції Генерал Джон Френсіс Кемпбелл попросив додатково надати 1,000 американських військових.

### Адміністрація Дональда Трампа

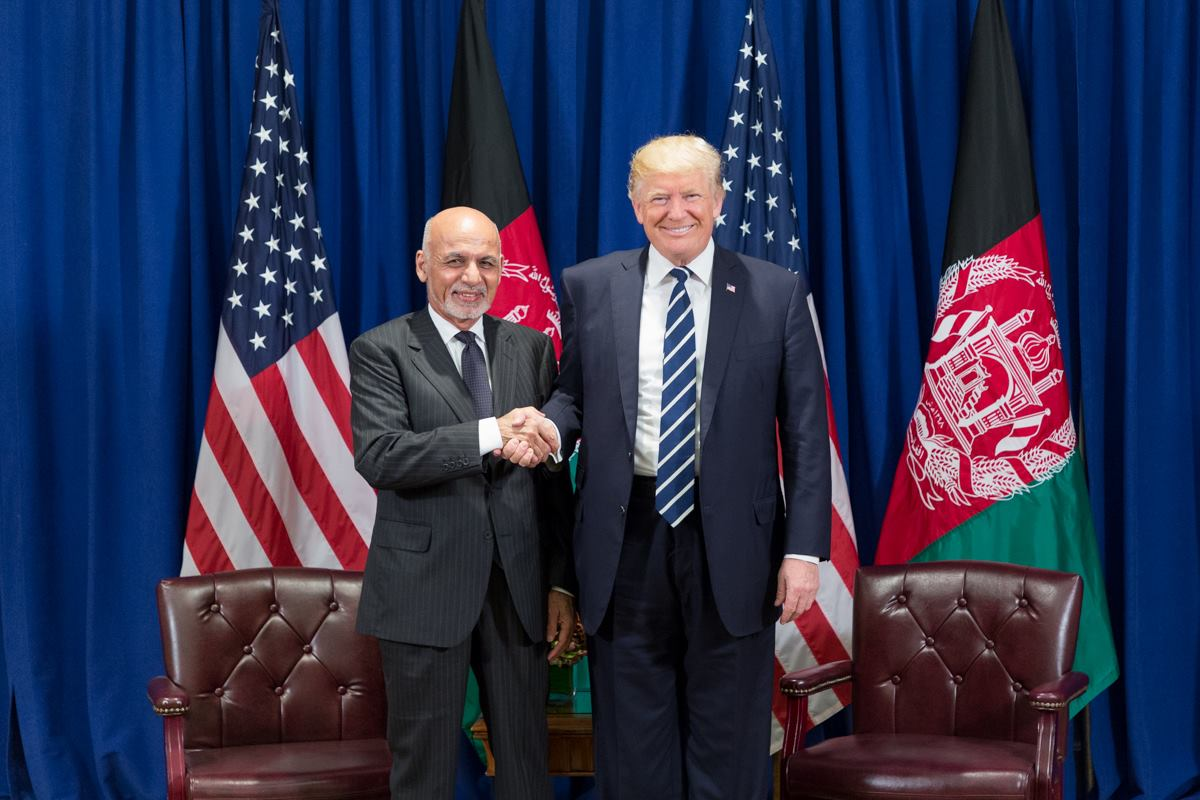
Президент США Дональд Трамп та президент Афганістану Ашраф Гані на Генеральній Асамблеї ООН, 2 жовтня 2017 року

Влітку 2017 року, коли в Афганістані перебували 8,400 американських військових, президент Дональд Трамп надав американським військовим повноваження для збільшення чисельності військ для військових операцій у Сирії, Іраку та Афганістані без попередної офіційної згоди Білого дому. Міністр оборони США Джеймс Меттіс зазначив, що це рішення «запевняє, що департамент може полегшити наші місії й швидко погоджувати наші зобовязання в ситуаціях на місцях. Наша загальна місія в Афганістані залишається незмінною і полягає у навчанні, консультуванні афганських сил та наданні їм допомоги, щоб вони могли захистити афганських народ, а терористи не могли знайти притулку в Афганістані для нападу на нас або інших». Головна стратегія США щодо Афганістану, яка діяла з квітня 2017 року була описана як «збільшення сил спеціальних операцій для навчання, консультування та надання допомоги афганським силам; надійніший план переслідування елементів, які допомагають руху „Талібан“ у Пакистані; розгортання більшої кількості повітряних сил та артилерії; та політична прихильність до виживання нинішнього уряду в Кабулі».
21 серпня 2017 року Дональд Трамп оприлюднив стратегію своєї адміністрації щодо Афганістану, заявивши, що перемога матиме чітке визначення: «напад на наших ворогів, знищення Ісламської держави Іраку та Леванту (ІДІЛ), розгром Аль-Каїди, перешкоджання руху „Талібан“ у країні та попередження масових терактів проти американців до їх здійснення». 24 серпня того ж року командувач збройних сил США та НАТО в Афганістані генерал Джон В. Ніколсон-молодший підтвердив, що рівень військ, стратегія та умови успіху залежали від імпульсу військових зусиль та умов на місцях, а не від «довільних термінів». Трамп не уточнив кількість військових будуть задіяні відповідно до нової відкритої стратегії, однак офіційним особам Конгресу повідомили, що мають бути розгорнуті ще 4,000 військових. 30 серпня 2017 року The Washington Post повідомила, що до складу додаткових сил США в Афганістані, ймовірно, увійдуть десантники, а також невеликі артилерійські загони морської піхоти, що складаються приблизно з 100 військовослужбовців на одиницю, які повинні були бути розташовані по країні, щоб заповнити прогалини в підтримці у повітрі. Також було зазначено, що офіційні особи США в Кабулі заявили: «Додаткові збройні сили США дозволять американцям консультувати афганські війська в інших місцях і ближче до бойових дій […]. З додатковою кількістю підрозділів подалі від найбільших баз країни буде потрібне додаткове прикриття з повітря та з боку артилерії». The New York Times додала, що «американські військові зможуть надавати консультації афганським бригадам на місцях, замість того, щоб робити це з більш віддалених штабів. Вони можуть активізувати зусилля з підготовки сил спеціальних операцій і, таким чином, значно збільшити кількість афганських спецназівців. Це дозволить американським воєначальникам і військовослужбовцям здійснювати авіа- та артилерійські удари від імені більшої кількості афганських підрозділів».
30 серпня 2017 року Міністерство оборони повідомило, що в Афганістані було більше військовослужбовців, ніж визнавалося раніше. Пентагон заявив, що фактична чисельність військовослужовців була ближчою до 11,000, а не раніше заявлених 8,400, причому більша кількість мала у тому числі й таємні, і тимчасові підрозділи. Оцінка рівня військ, що виявилася нижчою за реальну, була пов'язана з уведенням в оману заходів обліку та бюрократії.

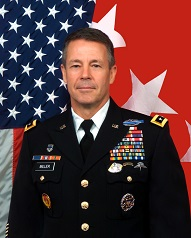
Остін Міллер — командир операції «Рішуча підтримка» сил НАТО та США в Афганістані з 2 вересня 2018 року до 12 липня 2021 року

У вересні 2017 року адміністрація Трампа розпочала розміщення в Афганістані понад 3,000 додаткових військовослужбовців, в результаті чого загальна кількість американських військ у країна перевищила 14,000 осіб. Коли у вересні 2018 року генерал Остін Міллер очолив сили США та НАТО в Афганістані, там знаходилися 15,000 американських військових. У жовтні 2019 року, після раптового припинення мирних переговорів з талібами місяцем раніше, генерал Міллер оголосив, що сили США скоротилися до 13,000 осіб протягом року в результаті одностороннього рішення командування США в Кабулі. Міністр оборони Марк Еспер прокоментував скорочення військ, заявивши: «Генерал Міллер робить саме те, що я просив усіх наших командирів, коли я входив на посаду … подивитися, де вони можуть звільнити час, гроші та робочу силу», як частину Національної стратегії оборони для поступового зміщення глобальної військової стратегії США від пріоритетів боротьби з тероризмом до протидії Росії та Китаю. У грудні 2019 року Афганістанські папери показали, що високопоставлені військові та урядовці, як правило, вважали, що перемога у війні в Афганістані неможлива, але приховували це від громадськості. До кінця 2019 року на війні загинуло майже 2,400 американців і понад 20,000 отримали поранення.

### Мирний договір між США й талібами
У лютому 2020 року президент Трамп та союзники по НАТО домовились сформулювати угоду з талібами, яка дозволить офіційно вивести військових Сполучених Штатів Америки з Афганістану. Згідно з умовами угоди, таліби пообіцяли «не дозволити в контрольованих ними районах діяти Аль-Каїді або будь-якій іншій екстремістській групі». Угода під назвою «Угода про приведення миру до Афганістану» передбачала серйозний вихід сил США та НАТО та встановила термін для повного виведення американських військ до 1 травня 2021 року. Дональд Трамп залишив відкритою можливість відновлення військових зусиль, якщо «Талібан» порушить умови угоди, пообіцявши, що «ми повернемося з такою силою, якої ніхто ніколи не бачив».

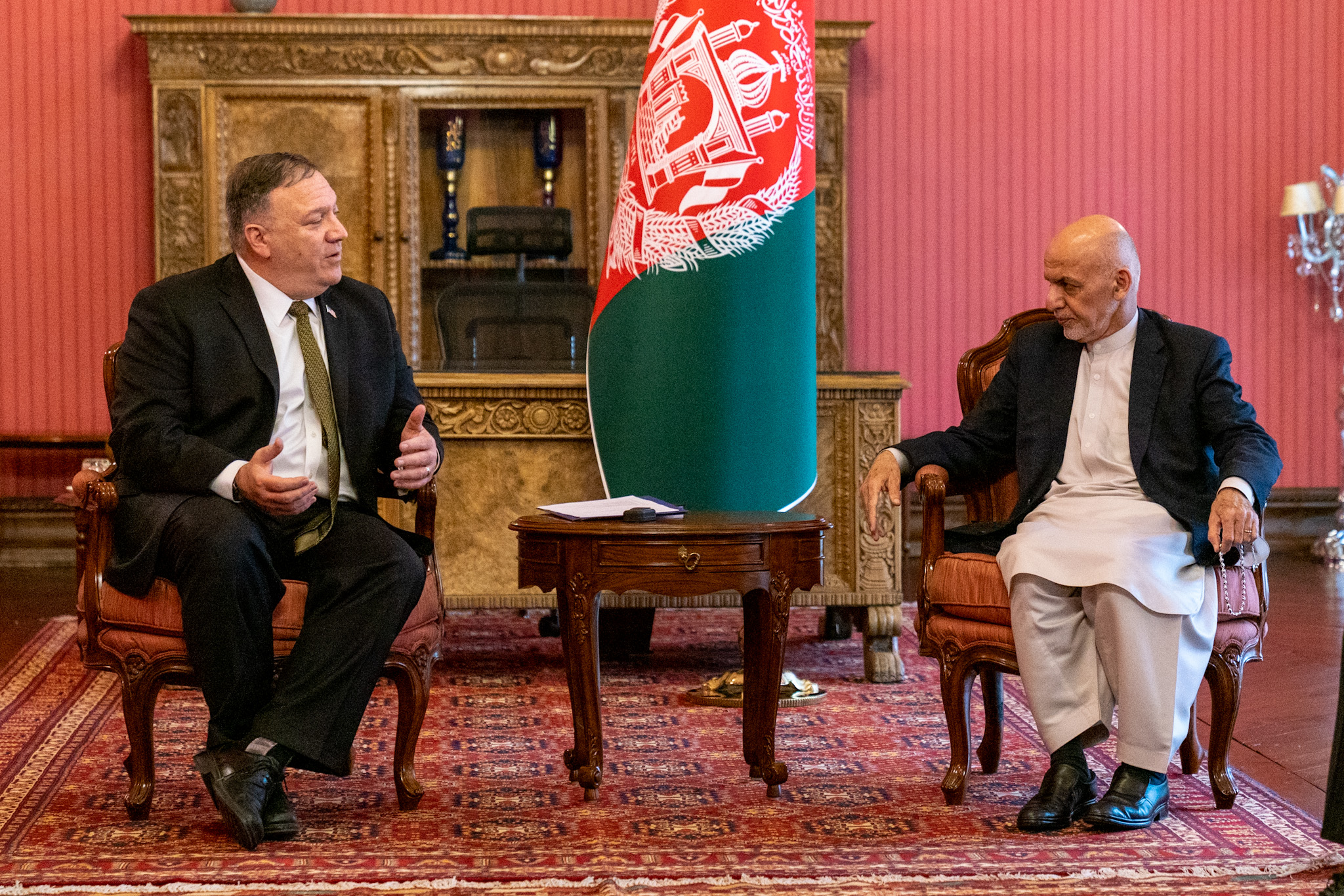
Державний секретар США Майк Помпео на зустічі з президентом Афганістану Ашрафом Гані в посольстві США в Кабулі, Афганістан, 23 березня 2020 року.

29 лютого 2020 року США підписали угоду з «Талібаном» про виведення військ через 14 місяців, якщо таліби дотримаються умов угоди. Станом на лютий 2020 року в Афганістані все ще перебували близько 13,000 американських військових. Обидві сторони домовились про поступовий вихід протягом 14 місяців, а угода про виведення охоплювала «всі військові сили Сполучених Штатів, їх союзників та партнерів по коаліції, включно з усім цивільним персоналом, що не є дипломатами, приватними підрядниками з охорони, тренерами, радниками та персонал допоміжних служб». На першому етапі США спочатку скоротять свої сили в Афганістані приблизно на 5,000 військових протягом 135 днів після укладення угоди. Держсекретар США Майк Помпео заявив, що решта американських військ будуть важелем на шляху забезпечення виконання обіцянок талібами. Під час поступового виведення військ останнім разом з урядом Афганістану доведеться розробити більш конкретне врегулювання розподілу влади. США погодилися на повне виведення всіх американських військових з Афганістану протягом десяти місяців у разі виконання талібами своїх зобов'язань.
1 березня 2020 року мирна угода стала причиною розбрату, коли президент Ашраф Гані під час пресконференції заявив, що уряд Афганістану, який не є стороною домовленості, відхилить умову угоди щодо обміну полоненими з талібами, заявивши, що: «[уряд] Афганістану не бере на себе зобов'язання звільнити 5,000 ув'язнених талібів», «угода, підписана за закритими дверима, буде проблематичною при її реалізації завтра», і що «[звільнення в'язнів не є повноваженням Сполучених Штатів, але це повноваження уряду Афганістану». Гані також заявив, що будь-який обмін полоненими «не може бути передумовою для переговорів», але повинен бути їх частиною.

## Вивід військ

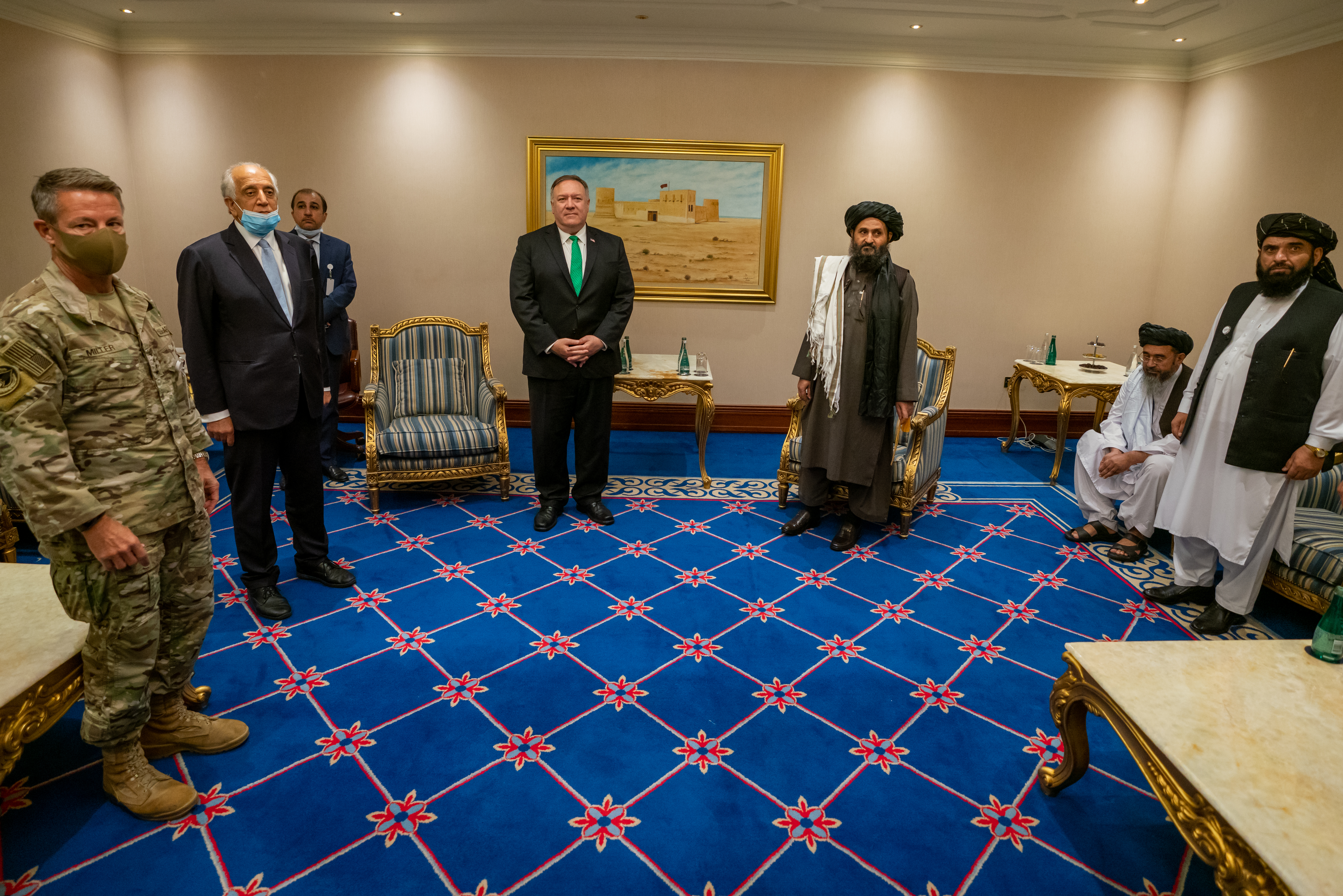
Генерал Остін Міллер, посол США Залмай Халілзад та держсекретар США Майк Помпео зустрічаються з делегацією талібів у Досі, Катар 12 вересня 2020 року

Деякі американські війська вийшли з Афганістану 9 березня 2020 року, як того вимагає мирна угода між США й «Талібаном». 10 березня 2020 року Центральне Командування Збройних сил США (CENTCOM) відкинуло повідомлення про те, що був розроблений план виведення всіх американських військ з країни. Генерал Кеннет Маккензі, керівник CENTCOM, також заявив, що план передбачає скорочення чисельності американських військ в Афганістані до 8,600 протягом 14 місяців. Пізніше США підтвердили, що влітку 2020 року до Афганістану буде направлено більше військ. За даними CENTCOM, США скоротили чисельність своїх військ в Афганістані до 8,600 до 18 червня 2020 року відповідно до умов Доської угоди. 1 липня 2020 року, після повідомлень у ЗМІ про участь талібів у передбачуваній Російській програмі заохочення проти американських військ, Комітет Палати представників США зі збройних сил проголосував за поправку до Закону про дозвіл національної оборони, яка передбачає виконання додаткових умов, перш ніж президент Трамп зможе продовжити виведення військових з Афганістану, включно з вимогою оцінки того, чи запропонувала якась країна стимули для руху «Талібан» атакувати війська США та коаліції. Також було заборонено фінансування скорочення чисельності військ до 8,000 та надалі до 4,000 осіб, якщо адміністрація не підтвердить, що вивід військ не поставить під удар інтереси Сполучених Штатів в Афганістані.
1 липня 2020 року Сенат США відхилив спробу поправки Ренда Пола до Закону про дозвіл національної оборони, яка вимагала виведення всіх сил США з Афганістану протягом року та завершення 19-річної війни. 8 серпня того ж року міністр оборони Марк Еспер заявив, що Сполучені Штати скоротять чисельність військ до 5,000 до кінця листопада 2020 року. У серпні 2020 року представники Розвідувального товариства США виявили, що уряд Ірану запропонував винагороду мережі Хаккані, що пов'язана з «Талібаном», за вбивства в Афганістані іноземних військовослужбовців, включно з американцями. За даними CNN, адміністрація Дональда Трампа «ніколи не згадувала про зв'язок Ірану з бомбардуванням, що за слова чинних чиновників є недоглядом і було пов'язано з більшим пріоритетом мирної угоди та виведенням військ з Афганістану».
17 листопада 2020 року виконувач обов'язків міністра оборони США Крістофер Міллер оголосив про подальше виведення американських військ до 15 січня 2021 року зі збереженням 2,500 військовослужбовців як в Афганістані, так і в Іраку, у порівнянні з попередньою чисельністю 4,500 та 3,000 осіб в країнах відповідно. Радник президента США з національної безпеки Роберт О'Браєн опублікував заяву від імені Дональда Трампа про те, що він сподівається, що адміністрація Байдена дозволить всім американським «військам безпечно й повністю повернутися додому» за попередньо узгодженим строком до 1 травня 2021 року. Джо Байден раніше висловлював свою підтримку виведенню американських військ з Афганістану під час своєї президентської кампанії, хоча й залишав можливість для того, щоб США «були відкриті для утримання невеликої кількості військ в Афганістані зі зосередженням місії виключно на антитерористичні операції».
17 листопада 2020 року Пентагон оголосив, що скоротить чисельність американських військ в Афганістані з 4,500 до 2,500 до середини січня, тобто до 15 січня 2021 року, до закінчення терміну повноважень президента Трампа, що спливав 20 січня 2021 року. Роберт О'Браєн заявив, що війська, які залишилися в Афганістані, будуть захищати американських дипломатів, американське посольство та інші відомства уряду США, які виконують важливу роботу в Афганістані, дозволять союзникам США виконувати свою роботу та стримувати ворогів Америки в країні. Заяву розкритикували члени Сенату США, такі як лідер більшості в Сенаті Мітч Макконнелл або сенатор Джек Рід з Род-Айленду. Генеральний секретар НАТО Єнс Столтенберг у своїй заяві попередив, що «ціна за занадто швидкий або некоординований вивід військ може бути дуже високою». Критики заявили, що виведення армії з Афганістану не тільки підірве і без того крихку безпеку в регіоні, але й завдасть шкоди мирним переговорам, що тривають між талібами й урядом Афганістану, а також підірве безпеку в Афганістані. За словами вищого офіцера оборони, умови, що використовуються для вимірювання темпів скорочення американських військовослужбовців, ґрунтуються на тому, чи загрожуватиме національній безпеці скорочення військ до 2,500 осіб. «Ми не відчуваємо, що це так», ― сказав чиновник. Інша умова полягала в тому, «чи можемо ми зберегти позицію сил в Афганістані, що дозволяє нам виконувати нашу місію разом з нашими союзниками та партнерами». Це повідомлення викликало занепокоєння в Афганістані, оскільки американські війська вважаються захистом від талібів. Існує побоювання відновлення руху талібів в Афганістані. Атікулла Амаркхель, генерал армії Афганістану у відставці та військовий аналітик, сказав The New York Times, що «Талібан» «сильніший, ніж був у минулому, і якщо американці підуть і не підтримають афганську армію та не допоможуть їх, таліби візьмуть верх у країні. Це те, що мене найбільше лякає».
Адміністрація Трампа завершила скорочення військ до 2,500 військовослужбовців у січні 2021 року, що стало найменшою кількістю присутніх американських солдатів в Афганістані з 2001 року. Станом на січень 2021 року в Афганістані на кожного військовослужбовця США залишилося більш ніж сім контрактників, що за даними Центрального командування США становить 18,000 контрактних військових. Після початку президентства Джо Байдена у січні 2021 року радник президента США з національної безпеки Джейк Салліван заявив, що США переглянуть мирну угоду з метою ефективного виведення останніх 2,500 солдатів з Афганістану.

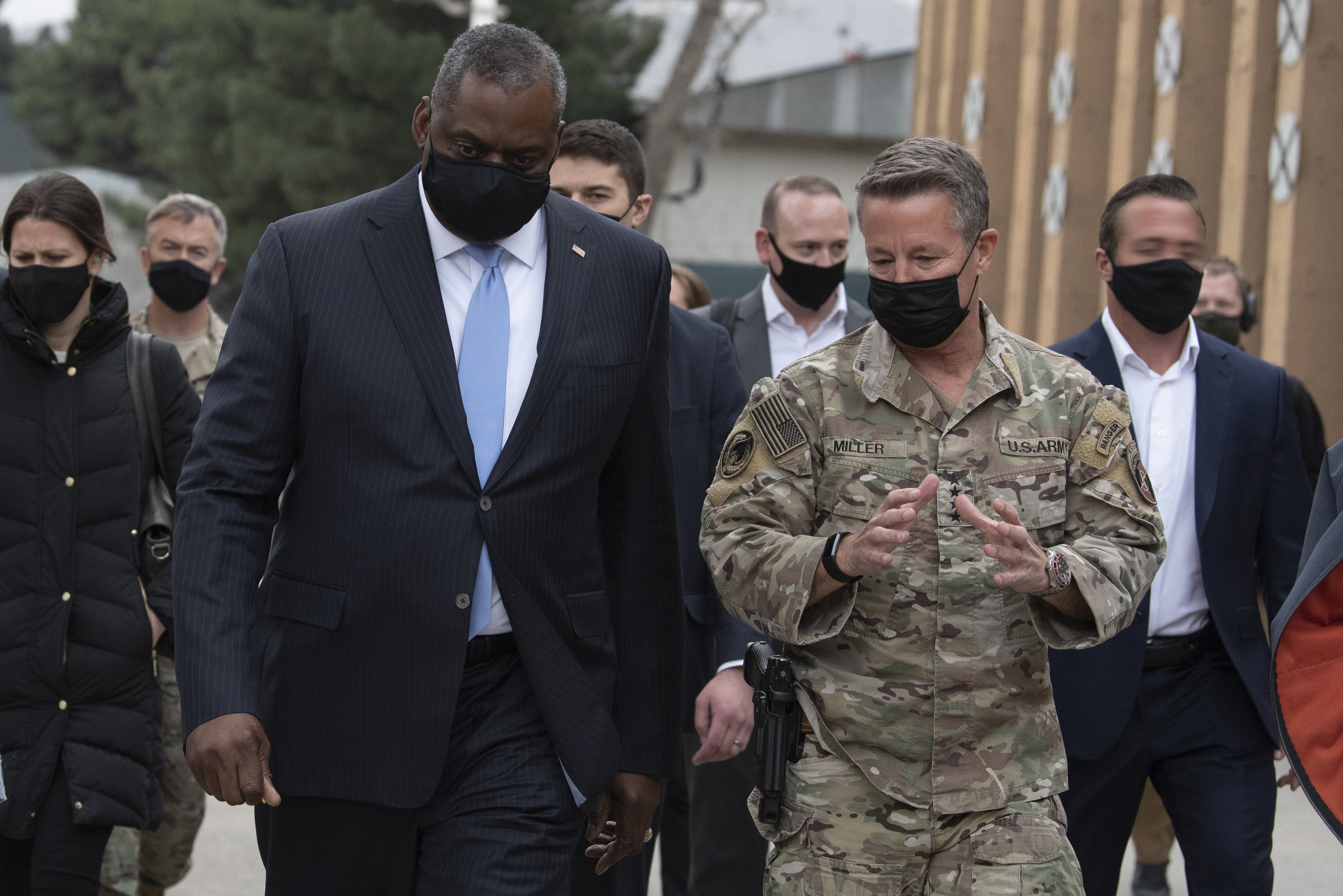
Генерал Остін Міллер разом з міністром оборони Ллойдом Остіном в Афганістані, березень 2021 року

18 лютого 2021 року генеральний секретар НАТО Єнс Столтенберг заявив, що альянс не ухвалив рішення про те, як діяти далі в умовах виведення військ. Очікувалося, що Велика Британія виведе 750 своїх військових, що залишилися в Афганістані в рамках операції «Рішуча підтримка», одночасно з США. Згідно з планом, війська НАТО також дотримуватимуться тих самих строків виведення. США зазначили, що деякі війська залишаться в країні для забезпечення дипломатичної безпеки, і незрозуміло, що станеться з кількома сотнями американських сил спеціальних операцій, які працюють на ЦРУ в рамках антитерористичних операцій. 14 квітня 2021 року новий директор ЦРУ Вільям Джозеф Бернс сказав Комітету з питань розвідки Сенату США, що «[в Афганістані] існує значний ризик після виходу американської армії та військових коаліції», але додав, що США збережуть «набір можливостей». Адміністрація президента Байдена має намір використовувати широкий спектр інструментів іноземної поліції від військової окупації до повної відмови від втручання.
У березні 2021 року ЗМІ повідомляли, що Джо Байден потенційно розглядає можливість утримання американських військ в Афганістані до листопада 2021 року. 14 квітня 2021 року Байден оголосив про намір вивести всі регулярні війська США до 11 вересня 2021 року, до 20-ї річниці терористичного акту 11 вересня 2001 року. За день до цього оголошення Байден зателефонував колишнім президентам США Джорджу Бушу й Бараку Обамі стосовно свого рішення про вивід військ. Держсекретар США Ентоні Блінкен заявив, що рішення було ухвалене з метою зосередити ресурси на Китаї та пандемії COVID-19. Як повідомляється, після виведення США розглядають варіанти передислокації військ, таких як перебазування на судна ВМС США, країни Близького Сходу або країни Центральної Азії, такі як Таджикистан.

### Наступ талібів і продовження відходу військ

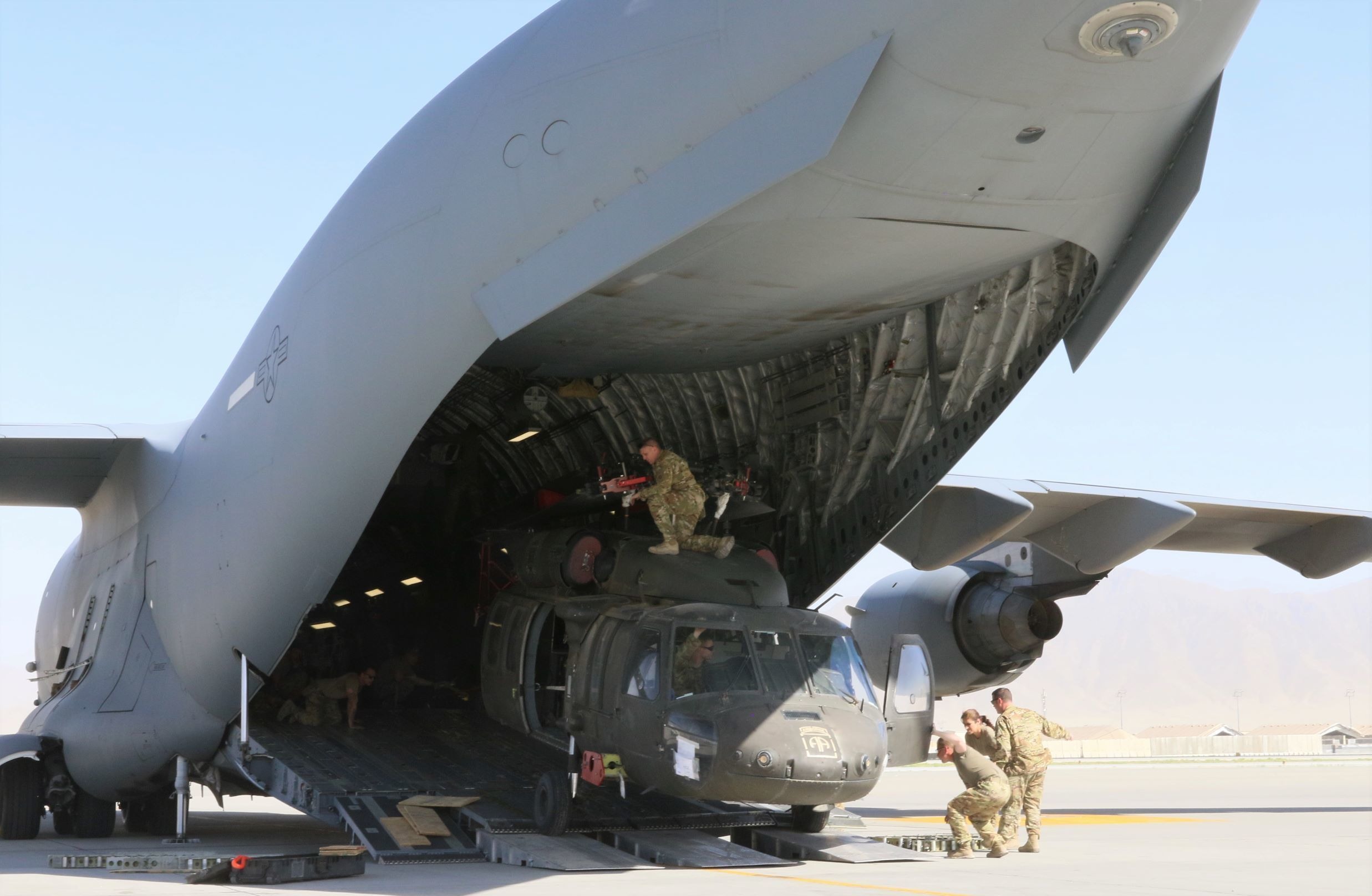
Авіаносці завантажують вертоліт UH-60L Black Hawk на C-17 Globemaster III для вильоту з авіабази Баграм, 16 червня 2021 року

У травні 2021 року адміністрація Байдена оголосила, що сили США та НАТО вийдуть з Афганістану, що фактично скасовувало умови Доської угоди, укладеної Залмаєм Халілзадом у 2020 році. Після цієї новини таліби розпочали наступ, швидко укріплюючи свої позиції напередодні краху збройних сил Афганістану.
2 липня 2021 року Німеччина й Італія вивели свої війська з Афганістану. Того ж дня американські сили звільнили авіабазу Баграм. Афганські чиновники скаржилися, що американці повідомили нового афганського командира про свій відхід більш ніж через дві години. В результаті цього мародери пограбували базу, перш ніж афганські війська змогли взяти її під контроль. Тим часом між талібами та афганськими урядовими силами тривали бої, а аналітики з Аль-Джазіри сказали, що таліби знаходяться «біля дверей Кабула». 8 липня 2021 р. Джо Байден оголосив, що офіційний висновок щодо війни в Афганістані буде зроблений 31 серпня 2021 року. Байден виступив на захист виведення американських військ із заявою про те, що довіряє «спроможності афганських військових, які краще навчені, мають краще обладнання і … є компетентнішими стосовно ведення війни». 12 липня 2021 року Остін Міллер залишив посаду командувача силами США та НАТО в Афганістані.
До 12 липня 2021 року таліби захопили 139 районів, які до цього знаходилися під контролем Національної армії Афганістану. Згідно зі звітом розвідки США, очікувалося, що уряд Афганістану розпадеться протягом шести місяців після виведення, проте пізніше американські військові переглянули оцінку, заявивши, що крах відбудеться набагато раніше.
Різні представники «Талібану», включно з Сухаїлом Шахіном та Мохаммадом Наїмом, виступили з заявами про те, що всі іноземні сили мають вийти з Афганістану. Талібан (так званий «Ісламський Емірат Афганістан») відмовився брати участь у будь-яких переговорах, поки всі іноземні сили не залишать країну.
За даними The Washington Post, місцеві ополченці на півночі країни вступили у бої проти талібів. На кадрах, зроблених 16 червня та опублікованих 13 липня, видно, що бойовики «Талібану» страчують 22 афганських військовослужбовців, які намагалися здатися.
21 липня офіцер США, голова Об'єднаного комітету начальників штабів Марк Міллі повідомив, що половина всіх районів Афганістану перебуває під контролем талібів. 21 липня 2021 року повітряні сили США завдали авіаударів по позиціях талібів в Афганістані.
Рада Безпеки ООН повідомила в липні 2021 року, що члени Аль-Каїди на Індійському субконтиненті (AQIS) все ще присутні в 15 афганських провінціях і що вони діють під захистом талібів у провінціях Кандагар, Гілменд та Німруз, що є порушенням Доської угоди.

### Операція «Порятунок союзників»

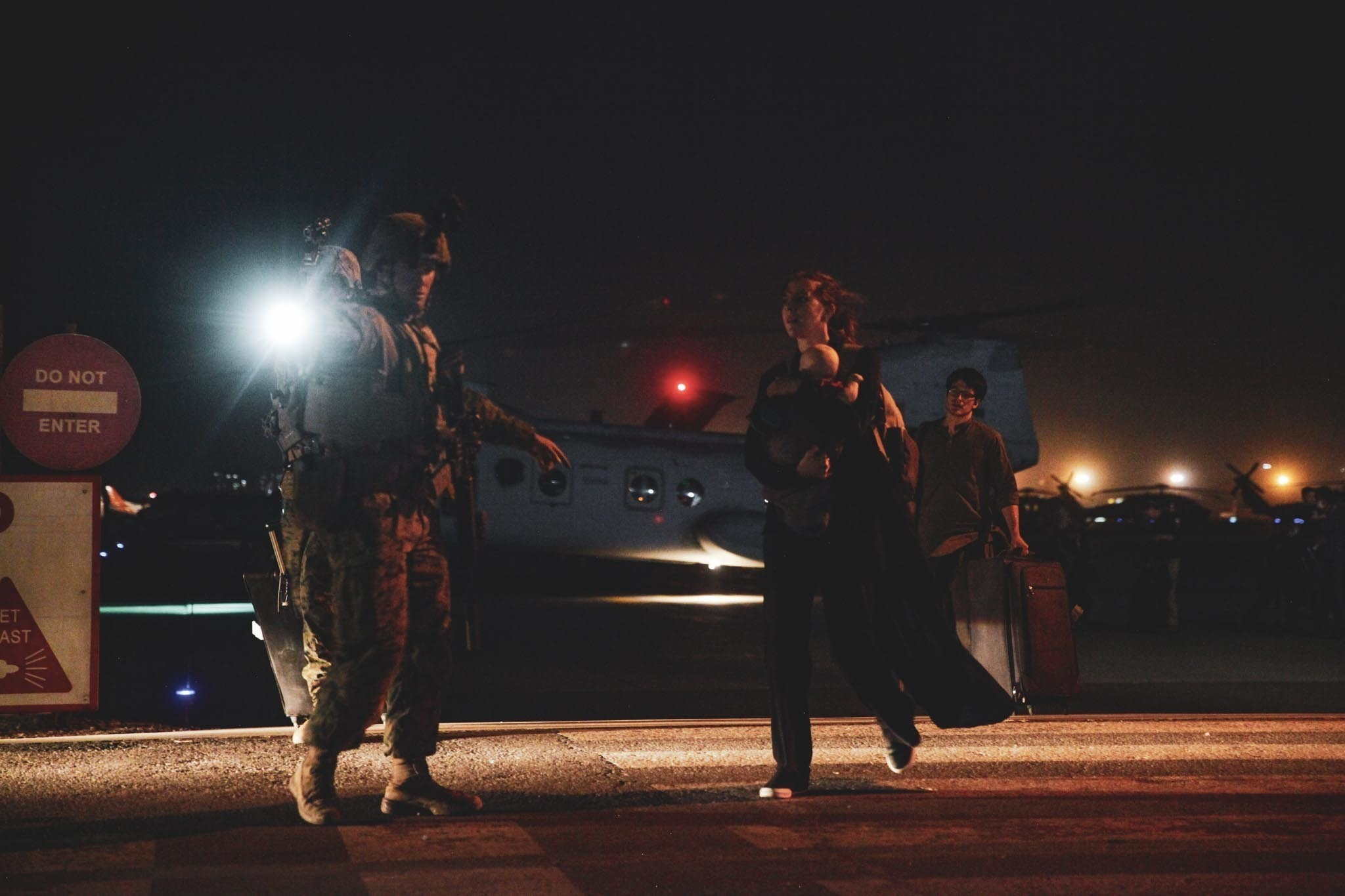
Морські піхотинці США з 24-го морського експедиційного підрозділу евакуюють співробітників посольства США в аеропорту Кабула, 15 серпня 2021 року

22 липня 2021 року Палата представників США проголосувала 407-16 за прийняття Закону про союзників ― законопроєкту, який надасть та покращить візи афганським перекладачам, які працювали на американський персонал під час війни. Ініціатива мала на меті залучити афганців до Спеціальної імміграційної візи (SIV), яка дозволила б їм привезти свої сім'ї в США та влаштуватися на роботу. Програма SIV була вперше створена Конгресом у 2006 році для перекладачів з Іраку та Афганістану, а право на участь у ній мають від 50,000 осіб. Перший літак з учасниками, які пройшли кваліфікацію до SIV, та членами їх сімей програми прибув у США 30 липня 2021 року.
У серпні 2021 року, коли таліби захоплювали місто за містом, включно з Лашкаргахом та Кандагаром, де були розгорнуті елітні сили афганського уряду, адміністрація Байдена продовжувала відстоювати вихід та підтримувати «політичний процес» в Афганістані, заявляючи, що афганським лідерам необхідно було «проявити політичну волю, щоб відштовхнутись». За словами президента США, «афганські лідери мають зібратися».
Новини канадського уряду, опубліковані 12 серпня 2021 року, підтвердили, що країна надіслала невелику, але невідому кількість спецвійськових для допомоги в евакуації у Кабулі та у посольстві країни. Наступного дня, 13 серпня 2021 року, уряд Канади оголосив про наявність плану переселення 20,000 афганців до країни.

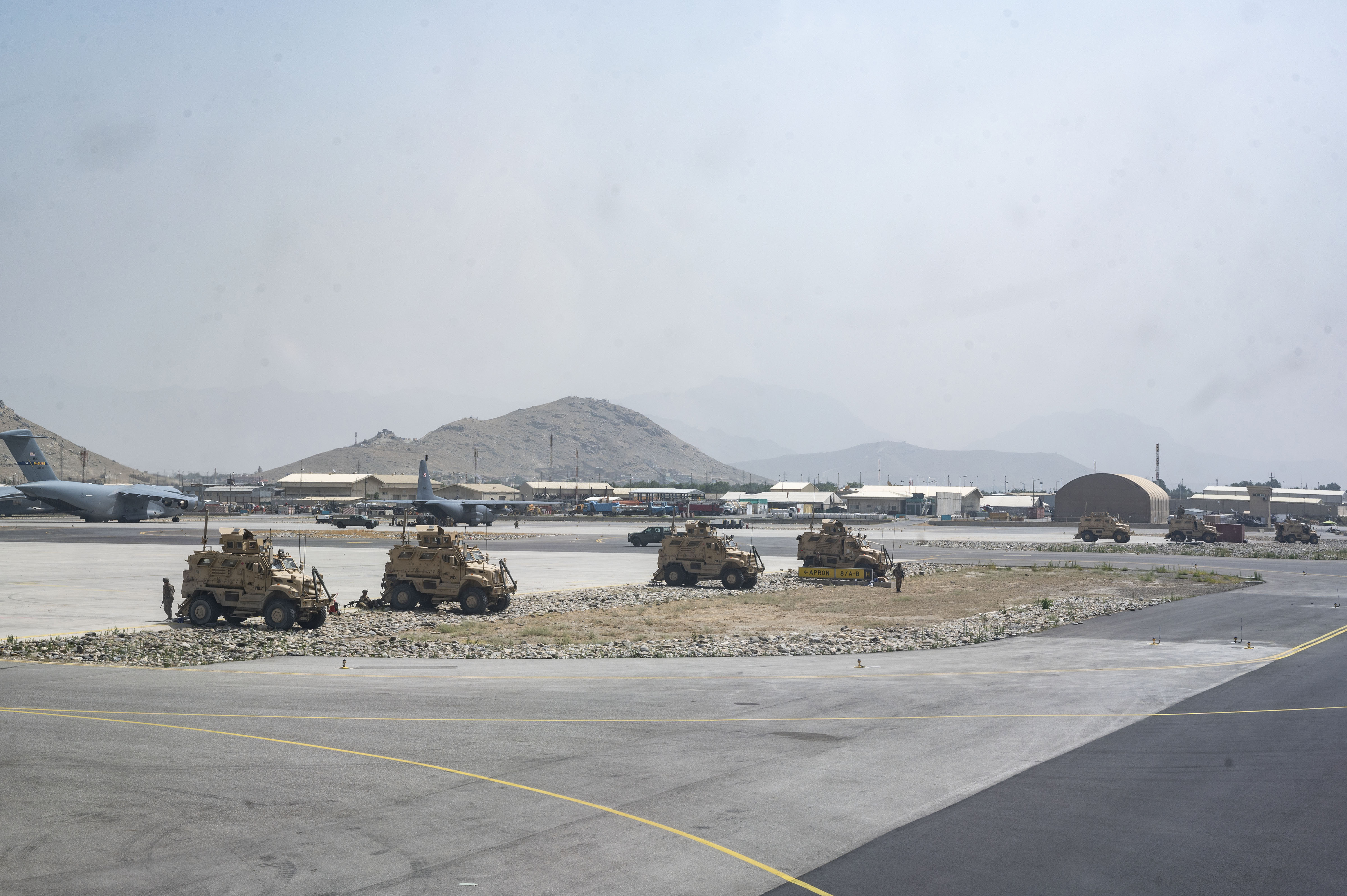
Солдати 82-ї повітрянодесантної дивізії охороняють аеропорт Кабула, 17 серпня 2021 року

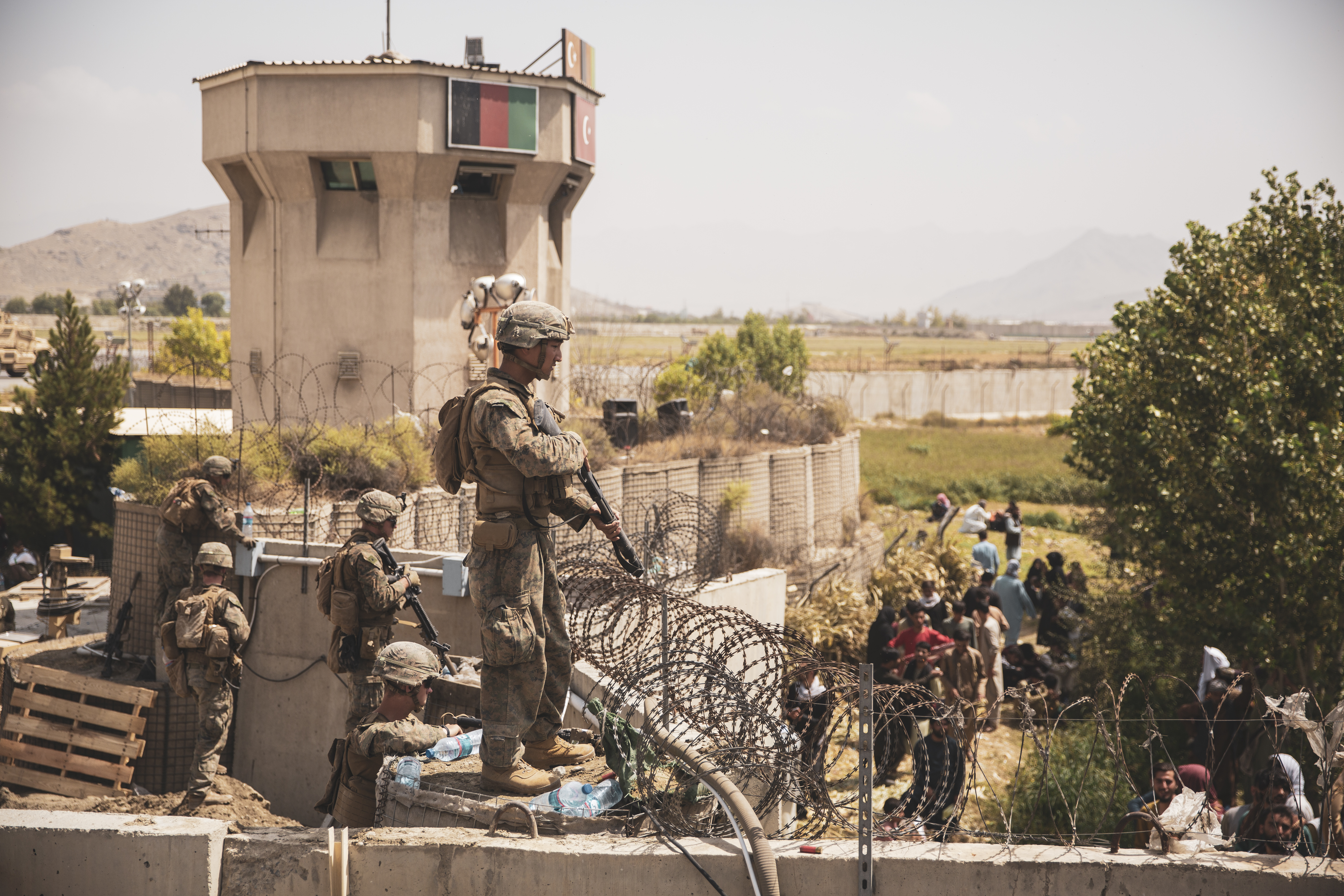
Морські піхотинці охороняють блокпост евакуації в аеропорту Кабула, 20 серпня 2021 року

#### Евакуація з Кабулу
15 серпня 2021 року таліби захопили столицю Афганістану Кабул, коли уряд країни за президентства Ашрафа Гані був розпущений з такою швидкістю, яка здивувала уряд США. Оскільки бойовики «Талібану» оточували місто, посольство США евакуювалося і відступило до міжнародного аеропорту Хаміда Карзая, де афганські сили, які тікали, передали контроль НАТО. Оскільки ситуація з безпекою в місті погіршилася, інші країни почали закривати та евакуювати свої посольства до аеропорту, який став центром виведення всього персоналу США та НАТО, оскільки був єдиним безпечним маршрутом виходу з Афганістану. 5,000 військовослужбовців США та частина військовослужбовців НАТО, включно з британським, італійським, турецьким та іспанським персоналом, залишилися в місті, оскільки настав хаос, коли тисячі афганських мирних жителів, що тікали з країни, кинулися в аеропорт, створивши натовп. Пізніше уряд США дозволив розмістити ще 1,000 військовослужбовців з 82-го повітрянодесантної дивізії в аеропорті для полегшення евакуації, після чого американських військ у Кабулі склала 6,000. Після падіння Кабула вивід військ переріс в евакуацію всього дипломатичного персоналу НАТО, громадян Афганістану та Заходу, що перебувають у групі ризику, та біженців, які змогли потрапити до оточеного аеропорту Кабула, що змусило західні країни надіслати додаткові війська для сприяння евакуації.
16 серпня Велика Британія погодилося направити до Афганістану ще 200 військових, після чого загальна кількість британських військ в Афганістані досягла 900 осіб. Того ж дня після хаотичного початку авіаперевезень з аеропорту Кабула, Джо Байден провів пресконференцію, на якій обґрунтував причини виведення військ з Афганістану, підтвердивши свою думку про те, що подальше виведення військ було правильним рішенням. 18 серпня 2021 року голова Комітету Палати представників США з питань закордонних справ Грегорі Мікс закликав Байдена відкласти вивід військ, заявивши, що евакуація є важливішою.
20 серпня Байден пообіцяв американцям, які застрягли в Афганістані, що уряд США поверне їх додому. Він також заявив, що уряд не знає точної кількості американців, які все ще перебувають в Афганістані, і скільки з них хочуть повернутися додому до Сполучених Штатів.

## Провідні війська США в Афганістані
Близько 650 американських військовослужбовців залишалися на місцях в Афганістані на початку серпня 2021 року, дотримуючись графіка, складеного місяцями раніше. Перед ними було поставлено завдання захистити аеропорт та посольство країни. Однак до 12 серпня таліби всього за кілька днів захопили 18 із 34 столиць провінцій Афганістану унаслідок чого США та Велика Британія заявили, що направлять більше військовослужбовців для евакуації своїх громадян, співробітників у посольствах та місцевих перекладачів. Для цього США планували спрямувати 3,000 військових разом з 600 військовими Великої Британії у складі Провідних військ США в Афганістані. Проте 14 серпня місто Мазарі-Шариф було захоплене талібами, внаслідок чого США того ж дня збільшили кількість військових до 5,000. Наступного дня, коли президент Ашраф Гані втік з країни, рух Талібан захопив столицю Афганістану Кабул та президентський палац, а також повалив Ісламську Республіку Афганістан. П'ять тисяч американських військовослужбовців все ще залишалися в Кабулі, а війська НАТО все ще були присутні в міжнародному аеропорту імені Хаміда Карзая. Того ж дня уряд США наказав розмістити в Афганістані ще 1,000 військовослужбовців з 82-ї повітрянодесантної дивізії американської армії, в результаті чого загальна кількість американських військ у Кабулі досягла 6,000 осіб. 16 серпня президент Джо Байден оголосив про розгортання ще однієї тисячі членів 82-ї повітряно-десантної дивізії, в результаті чого загальна кількість військ у країні сягнула 7,000.

## Аналіз
На думку деяких медіааналітиків, таких як Олександр Назарян з Yahoo! News, відкликання військ розцінювалося як дотримання обіцянки, яку Байден дав перед тим, як стати президентом. Професор Принстона Джуліан Зелізер стверджував, що Байден «багато чого навчився за час президентства Обами». Журналіст Washington Post Стівен Левінгстон писав: «Обама вислухав військових керівників, які казали йому про те, що вивід військ буде помилкою. Тим часом Байден був найвищим чиновником адміністрації, який виступав за обмеження ролі американських сил в Афганістані. Пізніше Байден казатиме, що за мовою тіла Обами він міг зробити висновок про те, що погоджується з цією оцінкою, хоча в кінцевому підсумку і відкинув її». Історик з Гарварду Джеймс Клоппенберг заявив, що «тільки дурень міг би бути впевненим, що він знає всі відповіді [коли мова зайшла про Афганістан]. Обама не був дурнем».
17 квітня 2021 року The Diplomat повідомив про внутрішні та зовнішні виклики для Афганістану після виведення американських військ з точки зору громадянського суспільства країни.
Редакція The Washington Post висловила критику в статті 2 липня 2021 року, у якій йдеться про те, що США дозволяють своєму союзнику боротися проти талібів з недостатніми ресурсами, зазначивши, що «схил від глухого куту до поразки може бути крутим і похмурим. Нам цікаво, чи повністю [Байден] врахував наслідки».
Кореспондент New York Times Девід Сенгер, проаналізував рішення Джо Байдена залишити Афганістан і, як наслідок, характер падіння Кабула в результаті чотирьох основних припущень і прорахунків: до розпаду афганського уряду було достатньо часу, щоб США вивели свої війська; афганські сили мали «таке ж бажання» перемогти, як і таліби; існувала «добре спланована система евакуації посольства» та афганців, які допомагали США та їхнім сім'ям; якщо «Талібан» дійде до Кабула, то на його вулицях відбуватиметься «кривава громадянська війна».

## Реакції

### США

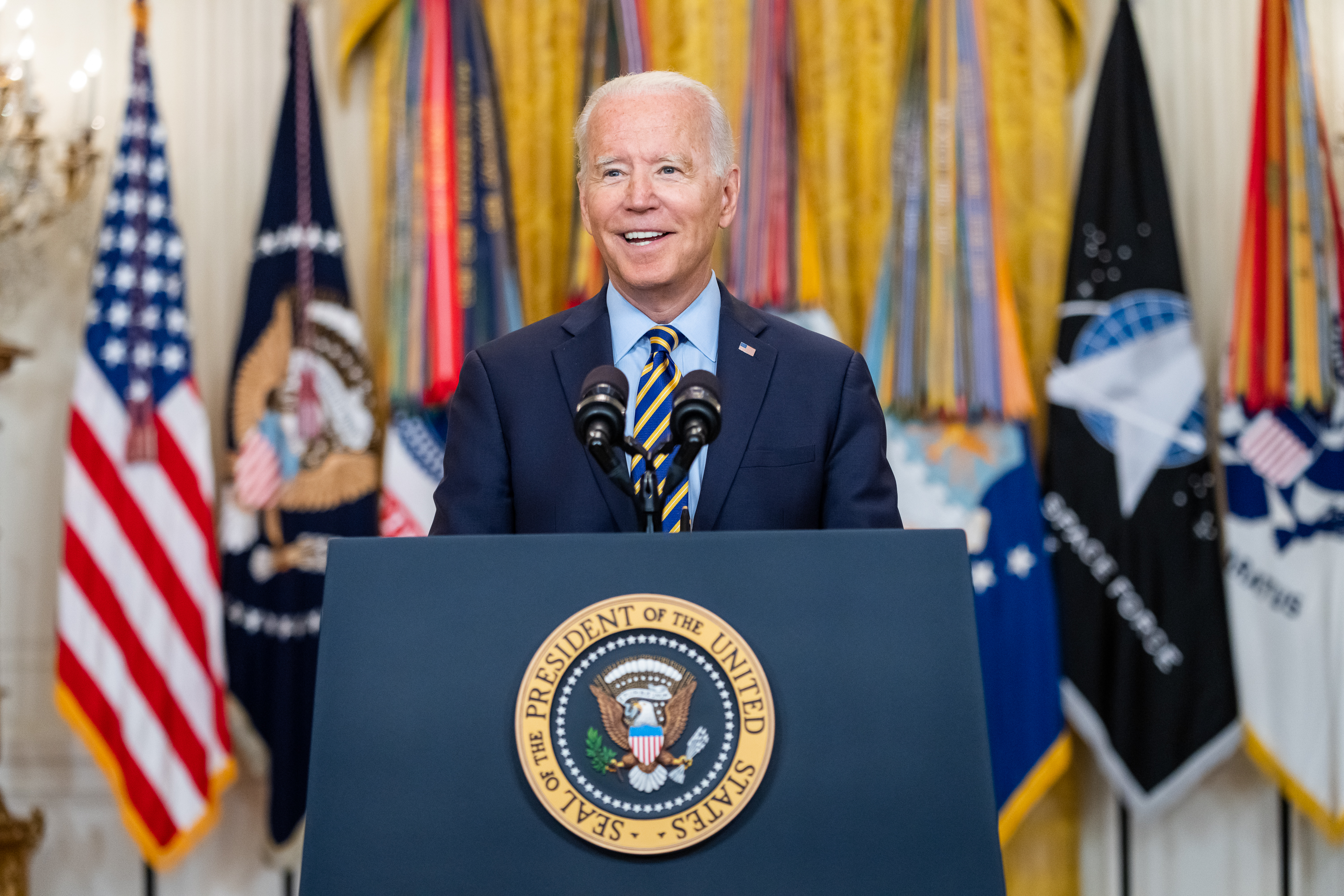
8 липня 2021 року Президент США Джо Байден заявив, що «ймовірність того, що таліби все обіграють й володітимуть цілою країною, є малою».

Перше оголошення адміністрації Байдена про повне виведення військ до 11 вересня 2021 року викликало як критику, так і похвалу в США. Сенатори Мітч Макконнелл, Ліндсі Грем, Джим Інгоф, Мітт Ромні, Джоні Ернст та Джин Шагін розкритикували вивід військ, в той час, як Патрік Легі, Барбара Лі, Елізабет Воррен, Берні Сандерс, Ро Ханна, Ренд Пол та Джек Рід підтримали це рішення.
Колишній президент США Дональд Трамп, попри те, що вважав вивід військ «чудовою і позитивною справою», критикував Байдена за те, що останній обрав 11 вересня, яке «має залишитися днем роздумів і пам'яті на честь тих великих душ, які ми втратили» днем виходу. Колишня держсекретарка США Гілларі Клінтон заявила, що існують «як передбачувані, так і ненавмисні наслідки перебування та виведення військ»; одним із цих наслідків, за її словами, став потенційний крах уряду Афганістану, який призвів до захоплення країни талібами й нової громадянської війни. Колишній президент США Джордж Буш-молодший, який був куратором вторгнення Сполучених Штатів до Афганістану у 2001 році, сказав, що вивід військ викликав у нього «занепокоєння», а також зазначив, що це може створити «вакуум, і в цей вакуум, швидше за все, потраплять люди, які вважають жінок громадянами другого класу». Під час інтерв'ю Deutsche Welle 14 липня 2021 року Буш підтвердив свою протидію виведенню військ.
Після падіння уряду Афганістану план виведення адміністрації Байдена викликав двопартійну реакцію. Колишній міністр оборони та керівник ЦРУ Леон Панетта, що контролював рейд, в якому загинув Осама бен Ладен, порівняв поганий план виведення Байдена з тим, як колишній президент США Джон Кеннеді впорався з Операцією у затоці Свиней у 1961 році. Окрім республіканців, також і демократи в Конгресі, включно з головами деяких важливих комітетів, критикували дії Байдена щодо виходу військ. Джордан Карні з The Hill написав 18 серпня 2021 року, що зараз у Байдена є «кілька союзників на Капітолійському пагорбі» на тлі афганської реакції. Під час інтерв'ю ABC News Байден відстоював своє рішення виведення військ з Афганістану, і заявив, що хаос під час виходу неминучий.

### Міжнародна реакція
Міністр оборони Великої Британії Бен Воллес заявив, що США поставили Велику Британію у «дуже важке становище» після виводу військ, хоча згодом Сполучене Королівство наслідувало приклад Сполучених Штатів. Колишній прем'єр-міністр Великої Британії Тоні Блер засудив виведення військ США з Афганістану, заявивши, що рішення Сполучених Штатів було «політичним», а не «стратегічним». У статті вебсайту Інституту глобальних змін Тоні Блера він написав: «Покидання Афганістану та його народу є трагічним, небезпечним, непотрібним, і не є ані в їхніх інтересах, ані в наших»". Блер також звинуватив Байдена у «підпорядкуванні імбецилістичному політичному гаслу про припинення „вічних війн“», і попередив, що «Світ зараз не знає, де стоїть Захід, оскільки очевидно, що рішенням про вихід з Афганістану цим шляхом керувала не грандіозна стратегія, а політика».

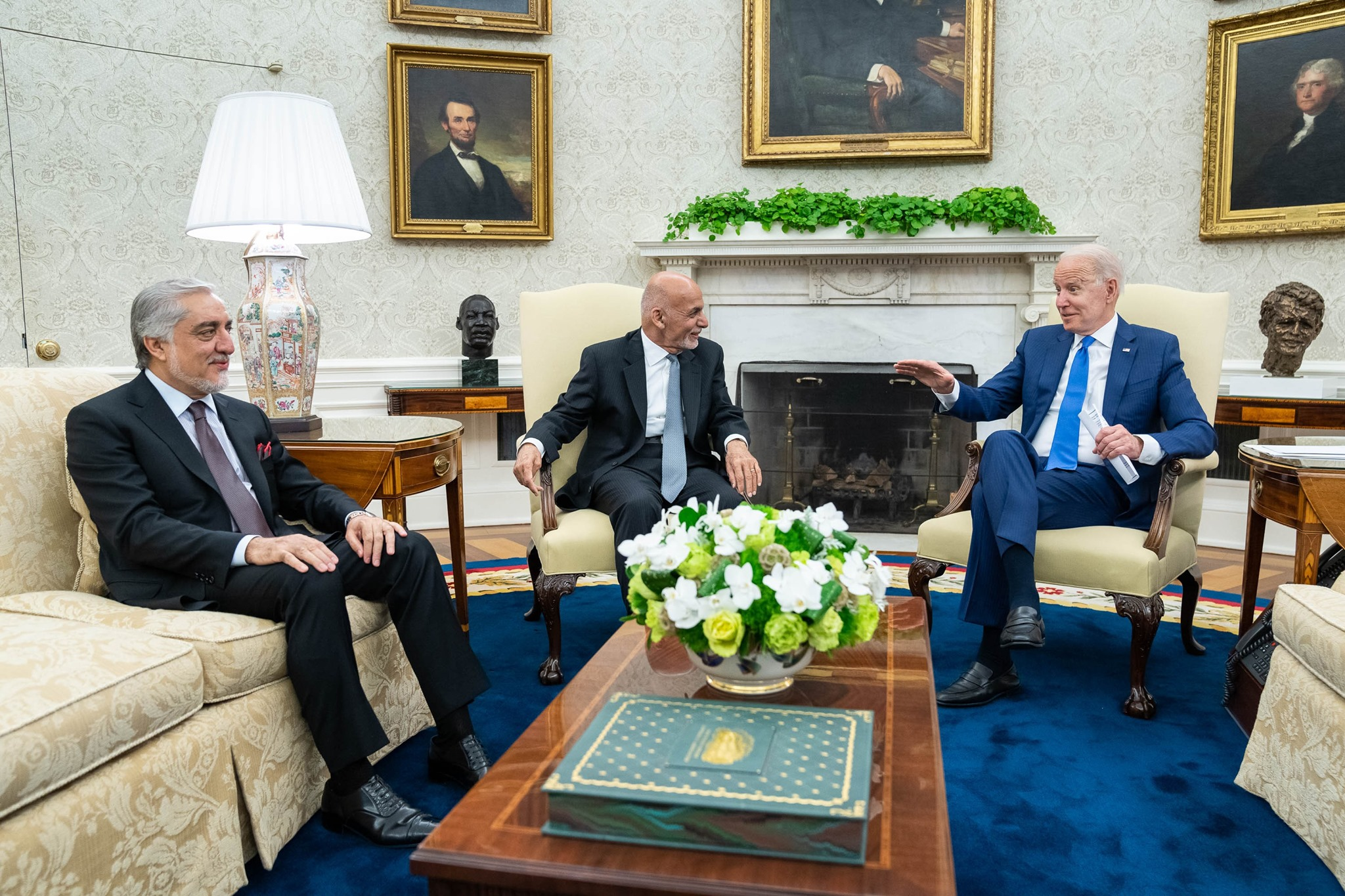
Зустріч президента США Джо Байдена з президентом Афганістану Ашрафом Гані та прем'єр-міністром Абдулою Абдуллою, 25 червня 2021 року

Під час діалогу «Райзіна» 2021 року міністр закордонних справ Ірану Мохаммад Джавад Заріф заявив, що схвалює вихід військовослужбовців, додавши, що іноземні війська не можуть принести мир в Афганістані.
Існує занепокоєння щодо зростання рівня насильства та нестабільних ситуацій в Афганістані після виведення американських сил. 25 травня 2021 року Австралія закрила своє посольство в Кабулі через міркування безпеки. Бельгія та Франція відкликали своїх дипломатів. Посольство Китаю в Афганістані 19 червня 2021 року закликало своїх громадян «якнайшвидше покинути Афганістан» і висунуло китайським організаціям вимоги «вжити додаткових заходів безпеки та посилити свою готовність до надзвичайних ситуацій у міру погіршення ситуації» в країні. Уряд Китаю відправив 2 липня чартерний рейс авіакомпанії XiamenAir для евакуації 210 своїх громадян з Кабула.
Два президенти Афганістану після вторгнення 2001 року, Хамід Карзай і Ашраф Гані, критикували «раптовий» вивід американських військ з країни, який надихнув рух «Талібан», при цьому Карзай закликав Сполучені Штати «припинити цю невдалу місію».